# Struthio camelus camelus
Lo struzzo nordafricano (Struthio camelus camelus (Linnaeus, 1758)) è una sottospecie di struzzo appartenente alla famiglia Struthionidae.

## Descrizione
Lo struzzo nordafricano raggiunge un'altezza di 2,75 m e un peso di 150 kg, queste dimensioni lo rendono la più grande sottospecie di Struthio camelus nonché il più grande uccello vivente. Il collo è di un rosa scuro, il piumaggio nei maschi è nero e bianco e nelle femmine è grigio.

## Distribuzione e habitat
Lo struzzo nordafricano un tempo era comune nella zona occidentale e settentrionale dell'Africa. Il suo areale storico si estendeva dall'Etiopia all'est fino alla Mauritania e al Senegal all'ovest e al nord fino all'Egitto e il Marocco meridionale. Oggi è scomparso da molte zone del suo antico areale e rimane esclusivamente in 6 dei 18 stati in cui abitava. Questa sottospecie probabilmente abitava anche nella penisola del Sinai, dove un tempo viveva lo struzzo d'Arabia. Predilige le zone aperte e di savana, specialmente l'area del Sahel.

## Conservazione
La popolazione dello struzzo nordafricano è molto ridotta, è stato inserito nel CITES Appendix I e alcuni lo ritengono in pericolo critico.